# Habib al-Naufali
Habib Hormuz Al-Naufali (* 5. Mai 1960 in Baqofa, Ninawa) ist ein irakischer Geistlicher und chaldäisch-katholischer Erzbischof von Bassora.

## Leben
Habib Al-Naufali studierte zunächst an der Universität Mossul. Anschließend trat er in das Priesterseminar des Patriarchats von Babylon ein und studierte Katholische Theologie und Philosophie am Babel College in Bagdad. Al-Naufali empfing am 29. Juni 1998 das Sakrament der Priesterweihe.
Von 1999 bis 2003 war Habib Al-Naufali Pfarrer der Pfarrei St. Georg in Bagdad. Zudem war er Direktor der Bibliothek des Babel College und Anwalt am kirchlichen Gericht des Patriarchats. 2003 wurde Al-Naufali Verantwortlicher der chaldäisch-katholischen Mission in London.
Die Synode der chaldäisch-katholischen Bischöfe wählte ihn zum Erzbischof von Bassora. Papst Franziskus stimmte der Wahl am 11. Januar 2014 zu. Der chaldäisch-katholische Patriarch von Babylon, Louis Raphaël I. Sako, spendete ihm sowie auch Yousif Thomas Mirkis OP und Saad Sirop am 24. Januar desselben Jahres die Bischofsweihe; Mitkonsekratoren waren der Kurienbischof im Patriarchat von Babylon, Shlemon Warduni, und der lateinische Erzbischof von Bagdad, Jean Benjamin Sleiman OCD.
Papst Leo XIV. ernannte ihn am 1. Juli 2025 zusätzlich zum Apostolischen Visitator für die in Europa lebenden chaldäisch-katholischen Christen.